# Lev Chinčuk
Lev Michajlovič Chinčuk (in russo Лев Михайлович Хинчук?; Poltava, 28 novembre 1868 [16 novembre del calendario giuliano] – 14 marzo 1944) è stato un ambasciatore sovietico.

## Biografia
Nato a Poltava da padre titolare di una sartoria, Chinčuk studiò all'Università di Berna. Nel 1890 contribuì a organizzare circoli del Partito Operaio Socialdemocratico Russo (POSDR) a Tula. Fu arrestato nel 1893 ed esiliato in Jacuzia per sei anni. Successivamente ha svolto attività di partito a Simferopoli, Tula e Mosca.
Dopo il II Congresso del POSDR nel 1903, Chinčuk divenne menscevico. Nel 1905 prestò servizio come membro del comitato esecutivo del soviet di San Pietroburgo e al IV Congresso del POSDR nel 1906 fu eletto membro del Comitato centrale del partito. Durante il periodo reazionario dal 1907 al 1910, lavorò in organizzazioni sindacali e cooperative a Mosca. Dal marzo al settembre 1917 fu presidente del soviet di Mosca. Insieme al resto della fazione menscevica, uscì dal II Congresso panrusso dei Soviet.
Avversò la Rivoluzione d'ottobre e dal 1917 al 1918 fu membro del "Comitato per la Salvezza della Patria e della Rivoluzione", di orientamento controrivoluzionario.

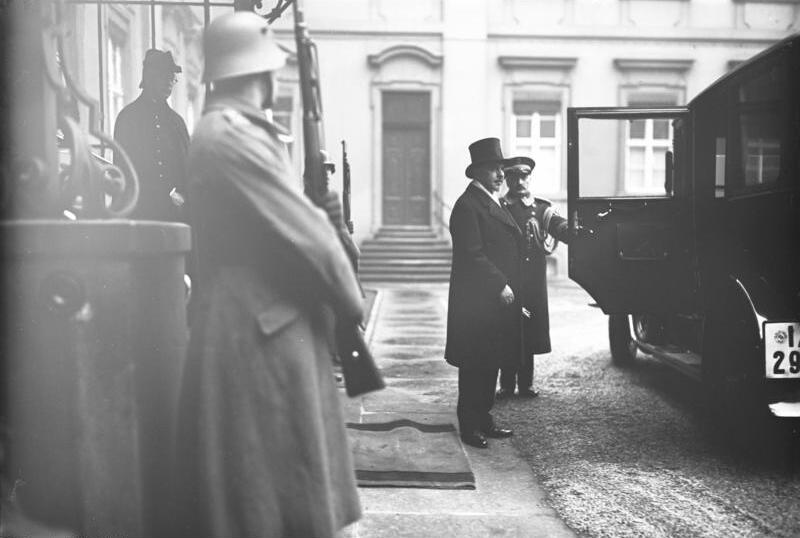
Lev Chinčuk, ambasciatore sovietico a Berlino, lascia il palazzo presidenziale dopo aver consegnato le credenziali, dicembre 1930

Abbandonato il menscevismo nel 1919, Chinčuk fu ammesso nel Partito Comunista Russo (bolscevico) nel 1920 e si schierò con Stalin nelle varie lotte di partito. Dal 1919 al 1921 fu membro del collegio del Commissariato del popolo per le derrate alimentari e nel 1921 divenne presidente dell'Alleanza Cooperativa Centrale. Tra il 1926 e il 1930 prestò servizio prima come rappresentante commerciale dell'Unione Sovietica nel Regno Unito e poi come vice commissario del popolo per il commercio dell'URSS. Dal 1930 al 1934 Chinčuk fu ambasciatore sovietico in Germania. Dal 1934 al 1937 fu commissario del popolo per il commercio interno della Repubblica Socialista Federativa Sovietica Russa (RSFSR).
Chinčuk fu inoltre delegato dal XII al XVII Congresso del partito e membro del Comitato esecutivo centrale dell'Unione Sovietica.
La Grande enciclopedia sovietica riporta che nel 1938 Chinčuk fu arbitro capo del Tribunale arbitrale statale del Consiglio dei commissari del popolo della RSFS Russa e omette di menzionare le circostanze della morte, datata al 14 marzo 1944. Secondo altre fonti fu arrestato nel 1937 o nel 1938 durante le Grandi purghe e morì in un campo di prigionia, venendo riabilitato nel 1956 in seguito alla destalinizzazione voluta da Nikita Chruščëv.